# 佐倉武夫
佐倉 武夫（さくら たけお、1888年（明治21年）1月21日 - 1940年（昭和15年）9月29日）は、日本海軍の軍人。佐世保海兵団長。重巡足柄第六代艦長。最終階級は海軍少将。

## 略歴
静岡県出身。静岡中学校を経て、1909年（明治42年）11月、海軍兵学校（37期）卒業。1910年12月、海軍少尉任官。1912年（大正元年）12月、海軍中尉、1915年（大正4年）12月、海軍大尉・海軍大学校乙種学生、1919年（大正8年）9月、千歳水雷長／分隊長、同年12月、春風駆逐艦長、1921年（大正10年）12月、海軍少佐・海軍大学校入学（甲種学生）、1923年（大正12年）10月、海軍大学校甲種21期卒業（22名）・蔦駆逐艦長／水雷校教官、1926年（大正15年）12月、海軍中佐・横須賀鎮守府（人事局）、1931年（昭和6年）12月、海軍大佐・二等巡洋艦（軽巡）鬼怒艦長、1933年（昭和8年）11月、大湊要港部参謀長、1935年（昭和10年）11月、一等巡洋艦（重巡）足柄艦長。1936年（昭和11年）12月、佐世保海兵団長、1937年（昭和12年）12月、海軍少将。1938年（昭和13年）4月、軍令部出仕、同年12月15日、待命となり、21日、予備役に編入された。
海軍兵学校（37期）同期に井上成美、海軍大学校（21期）同期に岡敬純、伊藤整一。墓所は多磨霊園(16-1-12-14)

## 親族
- 妻の父 吉田増次郎（海軍中将）